# Genre
Genre (fra fransk via græsk "genos" og latin "genus", betydende slægt, art) betegner alle former eller typer af kommunikation (skrevne, talte, digitale, kunstneriske, etc.), hvor gentagne fælles sociale former er konstrueret over tid. Genrebegrebet anvendes bredt for eksempel om hverdagsgenrer som jobsamtale, kontrakt, nyhedsartikel, interview, reklame, klage eller fødsesdagshilsen. Genre er samtidig ofte brugt som kategoriseringsbegreb inden for litteratur, billedkunst, musik, og andre former for kunst og underholdning. Det anvendes således om både sproglige (skriftlige såvel som mundtlige) og ikke-sproglige genrer.
Den mest brugte definition af begrebet stammer fra den amerikanske retoriker Carolyn Miller. Den tilsiger, at genrer er "typificerede retoriske handlinger baseret i tilbagevendende situationer". En genre kan ses som en gentagen kommunikativ handling i en tilbagevendende situation. F.eks. fører udgivelsen af en bog ofte til en boganmeldelse. Det er en form for ytring, som er set så mange gange før, at den kan defineres som en genre. Hvis deltagerne i kommunikationssituationen (i dette tilfælde blandt andet anmelderen og den der læser eller ser anmeldelsen) forstår situationen og de muligheder, den rummer, på samme måde, ”typificerer” de på samme måde.
Millers definition bærer præg af hendes udgangspunkt i retorikken, idet den især retter sig imod genrer i brug og imod genrer som retorisk virkemiddel. Den har derudover væsentligst at gøre med sproglige genrer (mundtlige og skriftlige).

## Anvendelsesområder
Som begreb er genre meget bredt anvendt. Det anvendes både i hverdagssproget og i specialiserede faglige sammenhænge.
Den hverdagssproglige brug af begrebet rækker fra omtaler af forskellige produkttyper over diskussioner af TV-serier til brede omtaler af journalistiske genrer. Således giver Den danske ordbog følgende eksempler på genrebegrebets anvendelse:
- ""nyeste "hit" inden for genren af kropspleje produkter: Anti-Cellulite Toning Treatment slanke-gele"
- "Hun mestrer stort set alle genrer, nyhedsartiklen, analysen, kommentaren, især reportagen"

I mere fagligt forankrede sammenhænge bruges genrebegrebet inden for en bred vifte af fagområder blandt andet retorik, lingvistik, litteraturvidenskab, musikvidenskab, kommunikationsstudier, informationsvidenskab, skrivestudier.

## Genrers opståen og udvikling
Genrer formes ved konventioner der ændres over tid efterhånden som kulturer udvikler nye genrer og ophører med at benytte gamle. Ofte passer forskellige kreationer og værker ind i flere forskellige genrer ved at låne og rekombinere forskellige allerede eksisterende former. Enestående tekster, værker eller stykker af kommunikation kan muligvis have forskellige stilarter, men genre er som sammensmeltninger af disse tekster baseret på fælles beslutninger eller sociale antydede former. Nogle genrer kan have rigide, strengt formulerede retningslinjer, mens andre er præget af stor fleksibilitet. 
Inden for litteratur, musik eller andre former for kunst eller underholdning, enten skrevne eller talte, audio eller visuelle, baseret på et sæt af fælles stilistiske kriterier, dog kan genre også være æstetisk, retorisk, kommunikativt eller funktionelt. Genre formes ved konventioner der ændres over tid efterhånden som kulturer opfinder nye genrer og ophører med at benytte gamle. Ofte passer forskellige kreationer og værker ind i flere forskellige genrer ved at låne og rekombinerer forskellige allerede eksisterende former. Enestående tekster, værker eller stykker af kommunikation kan muligvis have forskellige stilarter, men genre er som sammensmeltninger af disse tekster baseret på fælles beslutninger eller sociale antydede former. Nogle genrer kan have rigide, strengt formulerede retningslinjer, mens andre er præget af stor fleksibilitet. 
bruges blandt andet inden for kunstarterne, som en måde at gruppere omtrentligt ensartede udtryksformer på, og bruges blandt andet inden for litteraturvidenskab, sprogvidenskab og socialvidenskab. Genre defineres på forskellige måder, og kan blandt andet forstås som en neutral måde at klassificere og inddele på, som en måde at inddele forskellige teksttyper og værker indenfor Litteraturen, og som en måde forstå menneskelig kommunikation og interaktion på inden for sprogteori.
Inden for kunstarterne tilskriver man et værk en genre på baggrund af en vurdering af samspillet mellem form- og indholdsmæssige karaktertræk. Disse karaktertræk kaldes også genrekoder, og repræsenterer elementer af værket, der er karakteristisk for genren.formulerede retningslinjer, mens andre nærmere er præget af stor fleksibilitet.   

## Genrehierarkier
Genrer ordnes ofte hierarkisk med hovedgenrer og under- eller subgenrer. Således har man f.eks. i musik følgende: Rytmisk musik→undergenre: Rockmusik → undergenre: Heavy Metal → undergenre: Sortmetal (Black Metal) → undergenre: Viking Metal. Disse hierarkier er notorisk ustabile, og der byttes ofte om på over- og undergenrer, ligesom det ofte er ujævnt ned gennem systematikken, hvilke kriterier der bruges til at adskille en genre fra en anden. Jo tættere på en given kulturel sammenhæng en genrebruger er, des mere mangfoldige og nuancerede vil de anvendete genreinddelinger gerne være. Således fx også i ovenstående serie af undergenrer, hvor de sidste undergenrer mest er betydningsgivende for personer med en særlig interesse for Heavy Metal.

## Genreteori
Den moderne genreteori deler ofte fortolkningen af genrebegrebet i tre "traditioner". en retorisk genreteori oftest kaldet RGS, "Rhetorical Genre Studies" (retoriske genrestudier), en teoridannelse med udgangspunkt i sprogpædagogikken ofte kaldet ESP, "English for Specific Purposes" (engelsk til særlige formål), og endelig en teoridannelse udviklet på baggrund af M.AK. Hallidays systemisk-funktionelle lingvistik. De tre traditioner har en omfattende udveksling med hinanden og synspunkter og forskningsinteresser løber ofte på tværs af traditionerne. Derudover forskes der i genre inden for en række faggrene, især de æstetiske videnskaber, men disse undersøgelser bringes sjældent i dialog med genreforskningen fra de tre traditioner.

### Retorisk genreteori: Genre som social handling
Udgangspunktet for RGS er Carolyn R. Millers artikel "Genre as Social Action" (1984) , der har været med til at revolutionere forståelsen af genre. Ifølge hende er genre ikke bare simple kategoriseringer af tekster. Miller definerer genrer som sociale handlinger. Hendes genrebegreb fremhæver handling og forholder sig til form og indhold som noget, man kan studere i relation til handling. Man skal forstå form og indhold som en måde at realisere handlingen på. I "Genre as Social Action" adresserer Miller et problem, hun mener er kendetegnende for kritiske retoriske studier: Der mangler en etableret forståelse af, hvad begrebet ”genre” dækker over, og de genredefinitioner, der findes, er divergerende og mangelfulde. Miller understreger vigtigheden af et etablereret genrebegreb, da klassifikation er essentielt for menneskers læring og forståelse af sprog.
Både Miller og Bazerman argumenterer for en forståelse af genrer som sociale handlinger: Genrer må forstås på baggrund af den situerede kontekst og skal altså have en pragmatisk dimension knyttet til sig i stedet for blot at basere sig på semantiske og syntaktiske elementer som form og indhold; for at forstå sociale handlinger er konteksten relevant.
For at forstå, hvordan vi genkender og etablerer en fælles forståelse af situationer og genreforventninger, introducerer Miller begrebet exigence: »Exigence is a form of social knowledge – a mutual construing of objects, events, interests, and purposes that not only links them but also makes them what they are: an objectified social need«. Grundlæggende for en succesfuld kommunikationssituation er, at vi typificerer på samme måde; at vi forstår situationen og de muligheder, den rummer, på samme måde.
Bazerman fokuserer på genrebegrebet i skriftsprog. Også i skriftsprog gælder det, at de interagerende bruger erfaringer fra typificerede situationer til at skabe mening og definere den pågældende genre. Bazerman påpeger, at det kan være en udfordring at kommunikere på skrift og at forstå skriftlige ytringer, idet der ofte er afstand mellem afsender og modtager både i forhold til tid og rum. Både når afsender skal gøre sig forståelig, og når modtager skal forstå, trækkes der på erfaringer med kommunikative domæner og viden om andre relevante genrer. De interagerende genkender situationen og ved, hvordan afsender- og modtagerroller fordeler sig og relaterer sig til hinanden; hvilke sproghandlinger, der er typiske for situationen; hvilke værdier og hvilken slags indhold (ordvalg), der typisk er fremtrædende i den pågældende kommunikationssituation. Dette relaterer sig til Millers begreb »recurrent rhetorical situations«, som beskriver, at mennesker hele tiden definerer nye situationstyper på baggrund af de typer, vi i forvejen kender: »(…)the new is made familiar through the recognition of relevant similarities; those similarities become constituted as a type«.

## Områder hvor genrebegrebet bruges

### Æstetiske genrer

#### De litterære genrer
De litterære genrer er nok de mest omfangsrige, og dækker alt fra hovedområder som drama, lyrik, roman til mere specialiserede typer, for eksempel sonet eller blankvers.
For omkring 2300 år siden opstillede Aristoteles, gennem værket Poetikken, tre hovedgenrer inden for digtekunsten: epik, dramatik og lyrik. De tre genrer betegner henholdsvis det fortællende, fremstillende og udtrykkende og indeholder hver især yderligere undergenrer. I moderne medier kan det dog i dag være en udfordring at skelne mellem disse genrer, da genre ikke er absolutte og på den måde nuanceres og ændrer sig med tiden. En film indeholder fx elementer fra både den fortællende og fremstillende genrer. 
- Uddybende tekst og liste over de litterære genrer

#### De musikalske genrer
De musikalske genrer er ofte tæt forbundet både til tidslige og geografiske forhold. På grund af musikkens abstrakte karakter er undergenrer meget brugt. Jazz, barok, wienerklassisisme.
- Uddybende tekst og liste over de musikalske genrer

#### Genren i billedkunst
I billedkunsten bruges genrebegrebet på en dobbelttydig måde. Den ovenfor brugte definition på genre skal ikke forveksles med genremaleri, der betegner et maleri med folkescener.
Blandt genrer i malerkunsten er landskabsmaleriet, portrætmaleriet, genrebilledet, det historiske maleri, det arkitektoniske maleri og stilleben.
- Uddybende tekst og liste over de billedkunstneriske genrer

#### Filmgenrer
Filmgenrer er bl.a. film noir, western, drama
- Uddybende tekst og liste over filmgenrer

#### Tegneserier
Tegneserier har også sine genrer, der skelnes groft mellem komikserier og spændingsserier.

#### Computerspil
Computerspil inddeles ofte også i genrer, f.eks. action, arcade,RPG, first person shooter, strategy, som næsten altid benævnes på engelsk, og er også som forkortelser.

### Fjernsyn
Fjernsyn har efterhånden en del genrebetegnelser, ofte med engelske ord f.eks. soap og sitcom
- Uddybende tekst og liste over tv-genrer

### Journalistik
I journalistik opereres der også med genrer som interview, leder etc.
- Uddybende tekst og liste over journalistiske genrer

### Digitale genrer (med Web-genrer)
Anvendelse af begrebet genre til at begrebsliggøre og studere brug af digital kommunikation. Personlige hjemmesider er et eksempel på en ny genre, der ikke har sit modstykke i den tryke verden.